# Antonio Petrović
Antonio Petrović, född 24 september 1982 i Kotor, är en montenegrinsk vattenpolospelare (försvarare). Han ingick i Montenegros landslag vid olympiska sommarspelen 2012.
Petrović spelade åtta matcher i herrarnas vattenpoloturnering i London där Montenegro slutade på en fjärdeplats.
Petrović tog EM-silver 2012 i Eindhoven. VM-silver blev det i samband med världsmästerskapen i simsport 2013.